# Ergebnisse der Kommunalwahlen in Eschweiler
Hier finden sich die Wahlergebnisse der Wahlen zum Stadtrat der Stadt Eschweiler von 1919 bis heute:

## Die Wahlbezirke
(Quelle:)
- Wahlbezirk 1: Röhe; Grundschule
- Wahlbezirk 2: West; Hauptschule Stadtmitte
- Wahlbezirk 3: Lyzeum; Grundschule Don-Bosco-Schule
- Wahlbezirk 4: Marktviertel; Städt. Gymnasium
- Wahlbezirk 5: Ost I; Städt. Gymnasium Nebengebäude
- Wahlbezirk 6: Ost II; Grundschule Eduard-Mörike-Schule
- Wahlbezirk 7: Patternhof; Realschule
- Wahlbezirk 8: Stadtzentrum; Seniorenzentrum
- Wahlbezirk 9.1: Sportzentrum Jahnstraße; Hauptschule Stadtmitte
- Wahlbezirk 9.2: Sonderstimmen Alten- und Pflegeheime; Senioren- und Betreuungszentrum
- Wahlbezirk 10: Röthgen-Ost; Grundschule Röthgen
- Wahlbezirk 11: Röthgen-West; Grundschule Röthgen
- Wahlbezirk 12.1: Waldsiedlung; Städt. Kindertagesstätte Alte Rodung
- Wahlbezirk 12.2: Pumpe; Schützenheim
- Wahlbezirk 13.1: Stich-Nord; Grundschule Barbaraschule
- Wahlbezirk 13.2: Stich-Süd; Gesamtschule Friedrichstraße
- Wahlbezirk 14: Bergrath-Nord; Grundschule Bergrath
- Wahlbezirk 15: Bergrath-Süd/Bohl; Grundschule Bohl
- Wahlbezirk 16: Nothberg; Schule/Jugendheim
- Wahlbezirk 17: Hastenrath/Scherpenseel/Volkenrath; Kindergarten St. Wendelinus
- Wahlbezirk 18.1: Kinzweiler; Festhalle
- Wahlbezirk 18.2: St. Jöris; Alte Schule
- Wahlbezirk 19: Hehlrath/Kinzweiler II; Grundschule Kinzweiler
- Wahlbezirk 20: Dürwiß I; Sporthalle Nagelschmiedstraße
- Wahlbezirk 21: Dürwiß II; Turnhalle Grundschule Dürwiß
- Wahlbezirk 22.1: Dürwiß III; Festhalle
- Wahlbezirk 22.2: Fronhoven/Neu-Lohn; Altentagesstätte Domtalweg
- Wahlbezirk 23: Weisweiler I; Festhalle
- Wahlbezirk 24: Weisweiler II; Astrid-Lindgren-Schule Hüchelner Straße
- Wahlbezirk 25.1: Weisweiler III; Schützenheim Severinstraße
- Wahlbezirk 25.2: Weisweiler IV; Langerweher Straße

Es gibt vier Briefwahlbezirke.

## Stadtratswahlen Weimarer Republik

### Stadtratswahl 14. Dezember 1919
- Zentrum 19 Sitze (50,0 %)
- SPD 12 Sitze (31,8 %)
- Mittelstandsvereinigung 3 Sitze (8,5 %)
- Freie Bürgervereinigung 2 Sitze (7,3 %)

### Stadtratswahl 4. Mai 1924
- Zentrum 14 Sitze (48,8 %)
- Kommunisten 6 Sitze (20,4 %)
- Bürgerblock 3 Sitze (12,6 %)
- SPD 3 Sitze (10,7 %)
- Arbeitnehmerliste 1 Sitz (5,7 %)

### Stadtratswahl 17. November 1929
- Zentrum 10 Sitze (29,3 %)
- KPD 7 Sitze (20,5 %)
- Handwerk und Gewerbe 6 Sitze (17,7 %)
- SPD 4 Sitze (12,2 %)
- Arbeitsgemeinschaft 2 Sitze (6,8 %)
- Reichspartei des Deutschen Mittelstands 2 Sitze (5,5 %)

## Stadtratswahlen Drittes Reich

### Stadtratswahl 12. März 1933
- Zentrum 10 Sitze (32,4 %)
- NSDAP 10 Sitze (29,7 %)
- KPD 5 Sitze (14,8 %)
- SPD 4 Sitze (12,8 %)
- Liste Strauch 1 Sitz (3,5 %)
- Nationaler Block 1 Sitz (5,3 %)

## Übergangszeit 1946

### Berufung 7. April 1946
(Der erste Stadtrat wird durch die britische Militärregierung entsprechend der politischen Zusammensetzung von vor 1933 am 7. April 1946 berufen.)
- CDU 14 Sitze
- SPD 9 Sitze
- KPD 6 Sitze
- Parteilose 2 Sitze

### Stadtratswahl 15. September 1946
(Der erste gewählte Stadtrat wird nach dem Mehrheitswahlrecht gewählt, bei dem jeder Bürger bis zu 3 Stimmen abgeben darf.)
- CDU 20 Sitze (49,4 %)
- SPD 6 Sitze (36,4 %)
- KPD 1 Sitz  (14,2 %)

## Kommunalwahlen Nordrhein-Westfalen

### Kommunalwahl 17. Oktober 1948
- SPD 9 Sitze (43,7 %)
- CDU 8 Sitze (37,4 %)
- KPD 2 Sitze (10,3 %)
- DZP 2 Sitze (8,6 %)

### Kommunalwahl 9. November 1952
- SPD 14 Sitze (46,0 %)
- CDU 13 Sitze (40,6 %)
- KPD 2 Sitze (5,8 %)
- DZP 1 Sitz (5,4 %)

### Kommunalwahl 28. Oktober 1956
- SPD 16 Sitze (50,4 %)
- CDU 12 Sitze (40,3 %)
- FDP 2 Sitze (7,1 %)

### Kommunalwahl 19. März 1961
- CDU 15 Sitze (51,4 %)
- SPD 13 Sitze (42,1 %)
- FDP 2 Sitze (6,6 %)

### Kommunalwahl 27. September 1964
- CDU 19 Sitze (47,9 %)
- SPD 18 Sitze (47,3 %)

### Kommunalwahl 9. November 1969
- CDU 21 Sitze (49,7 %)
- SPD 20 Sitze (47,1 %)

### Kommunalwahl 23. April 1972
(Erste Wahl nach der Kommunalen Neugliederung)
- SPD 23 Sitze (49,8 %)
- CDU 22 Sitze (46,2 %)

### Kommunalwahl 4. Mai 1975
- SPD 28 Sitze (53,4 %)
- CDU 23 Sitze (42,7 %)

### Kommunalwahl 30. September 1979
- SPD 29 Sitze (55,0 %)
- CDU 22 Sitze (41,1 %)

### Kommunalwahl 30. September 1984
- SPD 28 Sitze (54,3 %)
- CDU 20 Sitze (37,8 %)
- Grüne 3 Sitze (5,6 %)

### Kommunalwahl 1. Oktober 1989
- SPD 29 Sitze (51,7 %)
- CDU 19 Sitze (33,9 %)
- Grüne 3 Sitze (6,6 %)

### Kommunalwahl 16. Oktober 1994
- SPD 22 Sitze (41,1 %)
- CDU 19 Sitze (36,9 %)
- UWG 7 Sitze (13,4 %)
- B90/Grüne 3 Sitze (6,8 %)

### Kommunalwahl 12. September 1999
43.336 Wahlberechtigte / 24.553 Wähler (57,72 %)
- SPD 22 Sitze (44,60 %)
- CDU 21 Sitze (41,14 %)
- UWG 3 Sitze (5,84 %)
- B90/Grüne 2 Sitze (4,13 %)
- FDP 1 Sitz (2,84 %)
- FBE 1 Sitz (1,42 %)

### Kommunalwahl 26. September 2004
- SPD 24 Sitze (47,8 %)
- CDU 16 Sitze (32,9 %)
- UWG 4 Sitze (8,3 %)
- B90/Grüne 3 Sitze (5,7 %)
- FDP 3 Sitze (5,3 %)

### Kommunalwahl 30. August 2009
- SPD 25 Sitze (49,8 %)
- CDU 14 Sitze (27,6 %)
- FDP 4 Sitze (7,2 %)
- UWG 3 Sitze (6,9 %)
- B90/Grüne 3 Sitze (5,5 %)
- Die Linke 1 Sitz (3,0 %)

### Kommunalwahl 25. Mai 2014
- SPD 26 Sitze (51,3 %)
- CDU 15 Sitze (31,1 %)
- B90/Grüne 2 Sitze (4,8 %)
- Die Linke 2 Sitze (4,0 %)
- UWG 2 Sitze (3,9 %)
- FDP 2 Sitze (3,6 %)
- Piraten 1 Sitz (1,2 %)

### Kommunalwahl 13. September 2020
- SPD 23 Sitze (46,14 %)
- CDU 14 Sitze (27,97 %)
- B90/Grüne 4 Sitze (7,96 %)
- BASIS 4 Sitze (7,10 %)
- FDP 2 Sitze (4,42 %)
- AfD 2 Sitze (4,09 %)
- Die Linke 1 Sitz (2,31 %)

## Bürgermeisterdirektwahlen nach neuem NRW-Gesetz

### Bürgermeisterwahl 12. September 1999
- Rudi Bertram (SPD) 51,5 %
- Ekkehard Grunwald (CDU) 40,5 %
- Erich Spies (UWG) 5,4 %
- Franz-D. Pieta (B90/Grüne) 2,5 %

### Bürgermeisterwahl 26. September 2004
- Rudi Bertram (SPD) 72,5 %
- Manfred Groß (CDU) 23,8 %
- Wilhelm Schürmann (B90/Grüne) 3,7 %

### Bürgermeisterwahl 30. August 2009
- Rudi Bertram (SPD) 72 %
- Dr. Christoph Herzog (CDU) 22 %
- Gabriele Pieta (B90/Grüne) 3 %
- Albert Borchardt (Linke) 3 %[2]

### Bürgermeisterwahl 25. Mai 2014
- Rudi Bertram (SPD) 68,72 %
- Wilfried Berndt (CDU) 22,96 %
- Franz-Dieter Pieta (B90/Grüne) 3,18 %
- Albert Borchardt (Linke) 3,12 %
- Christian Braune (FDP) 2,01 %

### Bürgermeisterwahl 13. September 2020
- Nadine Leonhardt (SPD) 50,90 %
- Patrick Nowicki (Parteilos CDU/FDP) 33,77 %
- Gabriele Pieta (B90/Grüne) 4,21 %
- Albert Borchardt (Linke) 1,83 %
- Christoph Häfner (BASIS) 9,29 %